# Walter Seymour Allward
Walter Seymour Allward (Toronto, 1874. november 18. – Toronto, 1955. április 24.) kanadai szobrász.

## Ifjúsága
Torontóban született John A. Allward és Emma Pittman gyermekeként. Ács apja az új-fundlandi St. John's-ban nőtt fel, anyja James Pittman hajóépítő-mester lánya volt. A pár 1869-ben, a hosszú ideje tartó gazdasági válság hatására költözött Torontóba négy gyermekévél (Charles, Elizabeth, Mary és James), ahol öt év múlva megszületett Walter, majd még két testvére. Allward gyerekkorában a család többször költözött, általában a város keleti részén. Testvérei közül négyen még tizedik születésnapja előtt meghaltak. Művészi érdeklődése hamar kiütközött, testvére, Elizabeth később azt írta róla, hogy gyerekként állandóan rajzolt, kicsi figurákat formázott agyagból.
Tizennégy éves koráig a Dufferin-iskolába járt, majd apjának segített a munkában. 1890-ban inasként Charles Gibson és Henry Simpson építészeti irodája egyik műszaki rajzolója mellett kezdte meg tanoncidejét. Amikor a cég a következő évben megszűnt, Simpsonnal dolgozott tovább, aki önálló vállalkozásba fogott. Allward 1894-ig dolgozott nála, eközben tervrajzokat és látványterveket készített, sokat tanulva így az építészetről.
Ebben az időben festészetet tanult William Cruikshanktől, akivel közeli barátságba került. Cruikshank számos művésztársaság tagja volt, amelyekbe a fiatal Allwardot is bevezette. Hatására Allward belépett a torontói képzőművészeti hallgatók rajzegyletébe (Toronto Art Students’ League) 1890 elején, ami lehetőséget biztosított rajztudása fejlesztésére és más művészek megismerésére.
A kilencvenes évek elején kezdett érdeklődni a szobrászat iránt. Főleg a torontói közkönyvtárban és a tanárképző iskolához tartozó Educational Museumban kiállított szobormásolatok révén tágította tudását. Elsősorban az antik görök szobrok, valamint Michelangelo és Rodin alkotásai voltak nagy hatással rá. 1894-ben szobrásztanulmányokba kezdett a Technical Schoolban, közben pedig egy téglagyárban (Don Valley Pressed Brick Works) építészeti díszítőelemeket, síkdomborműveket, terrakottaszobrokat készített.

## Első megbízásai

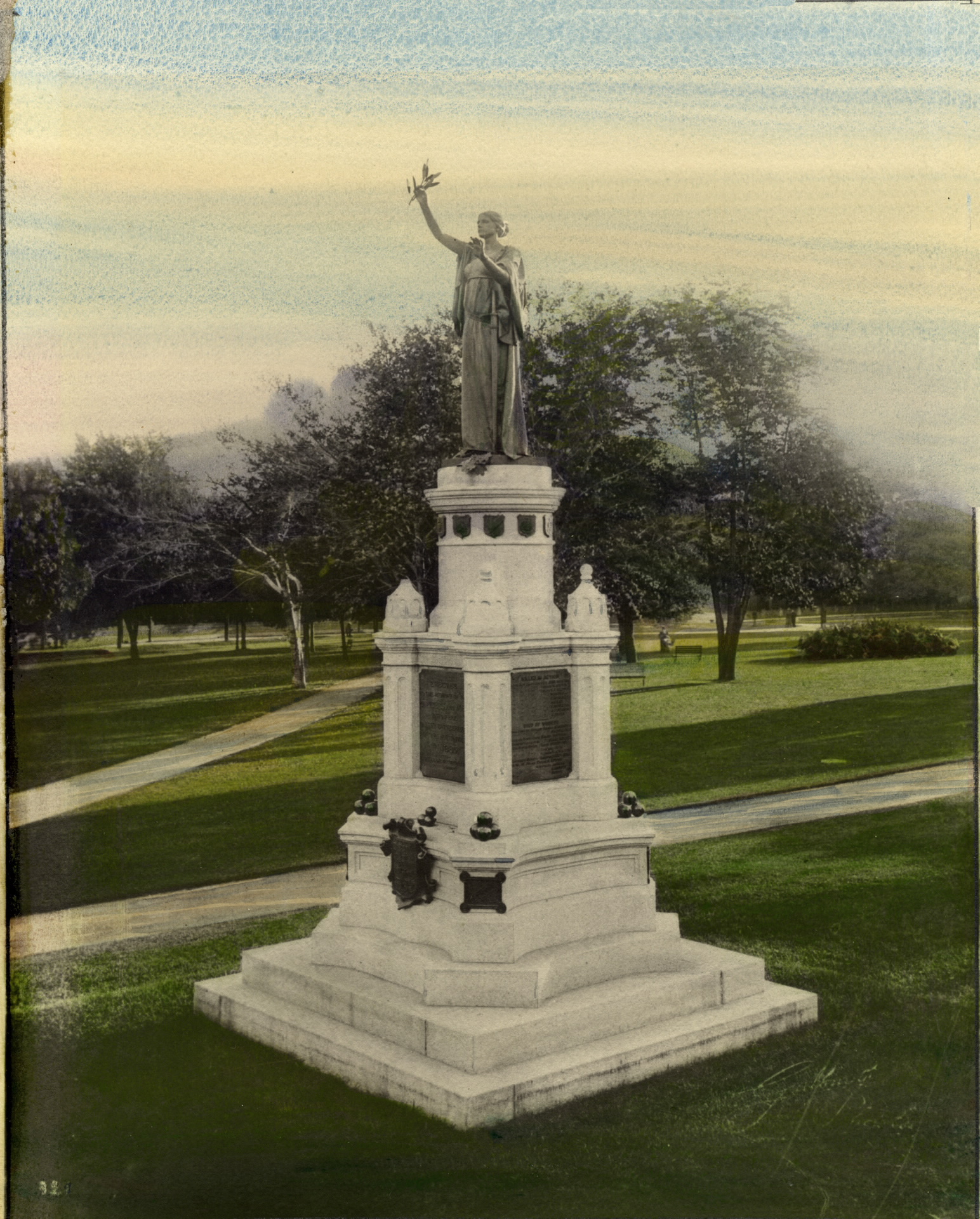
Peace for Northwest Rebellion Monument

1894-ben, tizenkilenc évesen, minimális szobrászi képzettséggel megnyerte a Queen’s Parkban felállítandó, az északnyugati lázadás befejezésének emléket állító bronzalkotás (Peace for the Northwest Rebellion Monument) elkészítésére kiírt pályázatot. Az emlékmű felállítását a D. McIntosh & Sons cég végezte.  Allward, mivel sem képzettsége, sem rutinja nem volt, lassan dolgozott, amiért megbízói, akik előre kifizették a műterem díját és megvették a szükséges eszközöket, gyakran panaszkodtak. Allward azzal fenyegetőzött, hogy megsemmisíti a szobrot, ha nem hagynak fel a nyomásgyakorlással. Ezután a cég egy őrt állított a készülő mű mellé, amelyet 1896. június 27-én lelepleztek le.
Allward ennek ellenére a következő években pénzszűkében élt. Egy másik művésszel, Frederick Challenerrel osztottak meg egy szobát egy belvárosi irodaház legfelső emeletén. Életre szóló barátságot kötöttek. 1902-ben Allward modellt állt Challener Éneklecke című festményéhez, 1906-ban pedig a fia tette meg ugyanezt egy színházi freskó elkészítésekor. 1896-ban Allward megbízást kapott Annie Pixley színésznő mauzóleuma három gránitszobrának kifaragására. 1897-ben megnyerte az egyik legnagyobb kanadai biztosítótársaság, az Independent Order of Foresters vezetője, a második orvosdoktori címet szerző indián, Oronhyatekha (Égő Felhő) szobrának elkészítését, amelyet 1899 júniusában lepleztek le.
Allward gipsz mellszobrok készítésére kapott megbízást az Educational Museum számára. Az intézmény 1887-ben indított programot, amelynek célja az volt, hogy híres emberek szobrait készíttesse el és állítsa ki oktatási célból. Hetvennyolc ilyen szobor készült, a többségét Allward és két másik művész, Hamilton MacCarthy és Mildred Peel formázta meg. Allward munkája többek között Alfred Tennyson és Charles Tupper, Kanada hatodik miniszterelnökének portréja. A munka során találkozott Margaret Kennedyvel, a tanárképző hallgatójával, akit 1898. szeptember 14-én feleségül vett. A következő év karácsonyán született meg első gyerekük, Hugh Lachlan Cruikshank Allward.
A következő években számos mellszobrot készített, ezek közül kettőt kiállítottak a kanadai királyi művészakadémia (Royal Canadian Academy of Arts) huszonkettedik, 1901 áprilisában rendezett éves tárlatán, majd egy év múlva a pánamerikai kiállításon, Buffalóban, ahol a művész ezüstérmet nyert. 1903-ban elhunyt az apja, 1905-ben pedig az anyja, 1906. június 6-án viszont megszületett második fia, Donald John Pittman Allward. Szakmai karrierje megindult, Toronto legígéretesebb szobrászaként tartották számon.

## Érett művészként

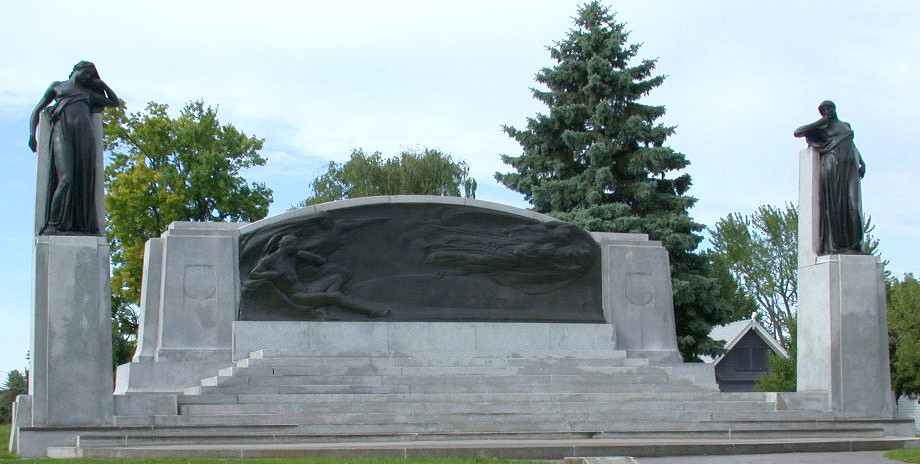
Bell-emlékmű

Toronto 20. század eleji fellendülése, elsősorban a Queen's Park és az új törvényhozási épület felépítése számos lehetőséget nyújtott Allwardnak a munkára. 1901 májusában megbízást nyert Felső-Kanada kormányzója, John Graves Simcoe emlékművének megformálására egy torontói művészeti testülettől, a Toronto Guild of Civic Arttól, amelynek Byron Edmund Walker volt az elnöke. Walker Allward támogatója lett, és nagy szerepet játszott a szobrász pályafutásában. 1902-ben Allward megvett egy ingatlant a Walker Avenue-n, majd a következő két évben felépítette ott házát és műtermét.
A Simcoe-emlékmű sikere újabb megbízásokat hozott. 1903-ban Allwardot választotta George William Ross ontariói miniszterelnök, a tartomány korábbi vezetője, Oliver Mowat szobrának elkészítésére. Allward megformázta Mowat egész alakos szobrát, a talapzatot pedig allegorikus figurák domborműveivel díszítette. Ebben az évben feleségével Londonba és Párizsba utazott, ahol személyesen is láthatta az általa csodált Rodin alkotásait. 1907-ben leplezték le a Portland Square-en az 1812-es háború emlékművét, egy öreg katona mellszobrát. Ezekben az években készítette el a búr háborúk emlékművét, amelyet hivatalosan 1910 májusában adtak át.
Párhuzamosan a nagyszabású munkával, több kisebb megbízást is vállalt. Elkészítette John Sandfield Macdonald ontariói miniszterelnök emlékművét 1907-ben, majd a kanadai parlamenti demokrácia megteremtésének két élharcosát, Robert Baldwint és Louis-Hippolyte Lafontaine-t ábrázoló emlékművet. A sokasodó megbízások miatt 1908-ban felvette segítőnek Emanuel Hahn szobrászt, aki 1912-ig dolgozott vele. 1909-ben tagja lett a frissen alakult kanadai művészeti klubnak (Canadian Art Club), amely évente egy-egy bemutatót tartott Torontóban és Montréalban. Allward ezeken mutatta be a Bell- (1912) és a VII. Eduárd-emlékmű terveit.
A Brantfordba tervezett Bell-emlékműre 1909-ben kapott megbízást. Az Alexander Graham Bellnek emléket állító, a korábbi alkotásaitól eltérő, horizontális kiterjedésével domináló művet az első olyan Allward-alkotásnak tekintik, amely teljességgel szakít a Beaux-Arts stílussal. 1914-ben, az első világháború kitörésének évében beválasztották a kanadai művészeti akadémiába. A művész gondolatait sokat foglalkoztatta az Európában zajló ellenségeskedés és erőszak. Az ebben az időszakban született rajzai, például az 1916-os Csatatér, reflektálnak is a háború rettenetére. 1917 elején felajánlotta a kanadai kormánynak, hogy elhalasztja munkái befejezését, hogy protéziseket készíthessen a súlyos arcsebesüléssel hazatérő katonáknak. A kanadi kormány azonban, szemben a brittel és az amerikaival, nem indított ilyen jellegű programot a veteránoknak.

### Háborús emlékművek

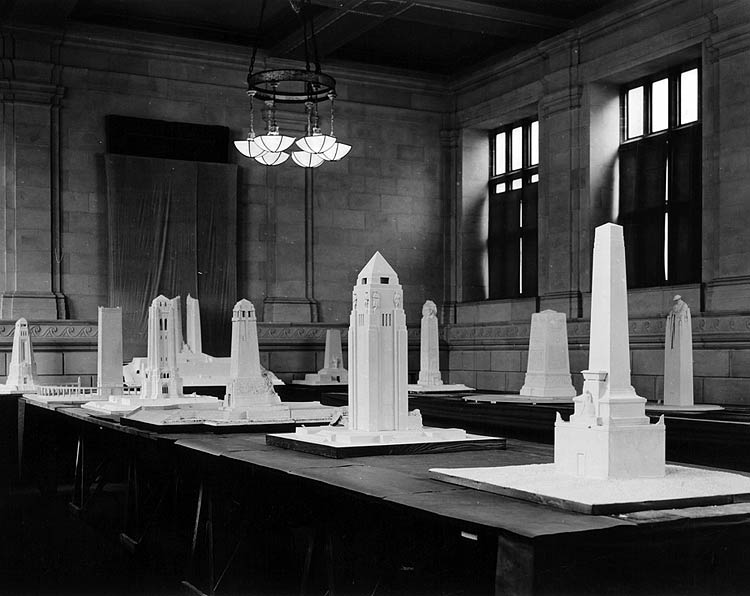
A háborús emlékművek pályázatára beérkezett művek

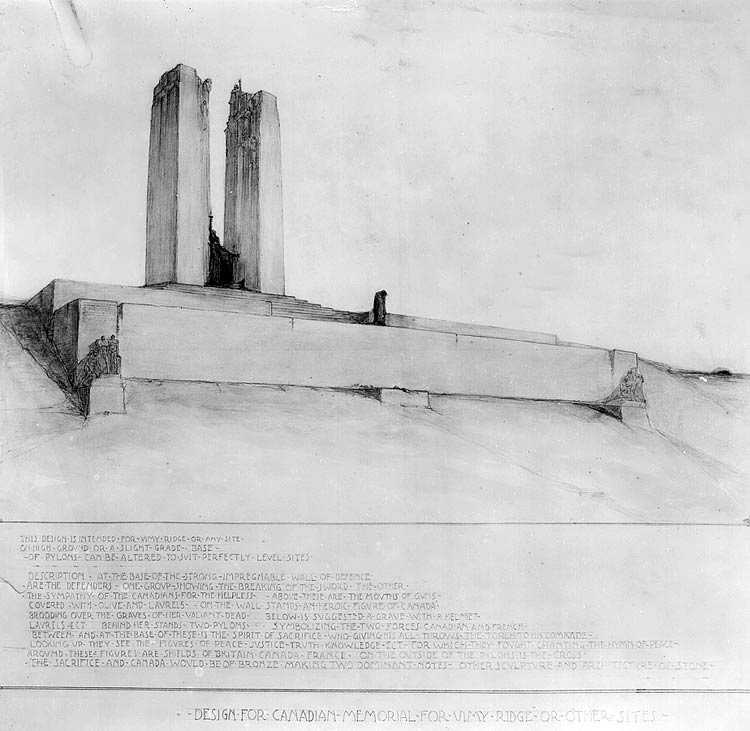

Az első világháború befejezése után az angolszász országok kormányai, városi és egyéb közösségei a hősi halottak számára állítandó emlékművek sokaságát rendelték meg. 1918-ban barátja és támogatója, Edmund Walker a kereskedelmi bank elnökeként felkérte egy emlékmű megtervezésére, amely a pénzintézet azon alkalmazottjai előtt tiszteleg, akik részt vettek a háborúban. Allword több modellt is készített. Habár a bank végül elállt a tervtől, a szobrász jól hasznosította a modellekkel megvalósított ötleteket, motívumokat későbbi megrendelései során: Stratforban (1919-1922), Peterborough-ban (1921–1929) és Brantfordban (1921–1933). Ezekben az alkotásokban, ahogy később is, Allward inkább az életek feláldozását, mintsem a háború dicsőségét hangsúlyozta.
Miközben Allward ezeken az alkotásokon dolgozott, Kanadában megfogalmazódott az igény arra, hogy állítsanak emlékműveket Európában, az egykori frontok helyszínén. 1920 májusban a törvényhozás különleges bizottsága azt javasolta, hogy az ország Belgiumban és Franciaországban is állítson emlékműveket, összesen nyolcat, méltó módon megemlékezve az elesett kanadai katonákról. Szeptemberben a kormány létrehozott egy bizottságot (Canadian Battlefields Memorials Commission) erre a célra. A testület decemberben kiírta a pályázatot, amelyre 160 rajz érkezett. Tizenhét alkotót felkértek, hogy készítsék el tervezett alkotásuk kicsinyített mását, köztük volt Allward is. 1921. október 4-én Allwardot hirdették ki győztesnek, a második Frederick Clemesha építész és korábbi frontharcos lett.
A zsűrit lenyűgözte Allward pályaművének egyedisége és komplexitása, amelynek fő eleme egy oszloppár és húsz allegorikus figura volt. Először az Ypres közelében található 62-es magaslatot nézték ki helyszínnek, de végül a franciaországi Vimy-gerinc mellett döntöttek, nem kis részben William Lyon Mackenzie King miniszterelnök közbenjárására, aki „megszentelt földnek” nevezte a területet, ahol 3598 kanadai katona esett el.
Allward, felesége és két fia 1922 júniusában indult el Franciaországba, azzal a reménnyel, hogy a Vimyi kanadai nemzeti emlékművet öt éven belül fel lehet állítani. Allward sem Párizsban, sem vidéken, sem Belgiumban nem talált megfelelő műtermet, ezért a kanadai kormány megvette Alfred Gilbert angol szobrász korábbi házát és stúdióját, habár az egynapi utazásra feküdt Vimytől. A következő két évben Allward előkészítette az építészi terveket, és beutazta az Egyesült Királyságot és a kontinentális Európát az általa megfelelő színűnek és textúrájúnak tartott nyersanyag után kutatva. Végül egy Split közelében található, még az ókori rómaiak által nyitott kőfejtőben rábukkant a keresett mészkőre. 1925-ben a kőfejtőt ismét megnyitották, és több mint hatezer tonna nyersanyagot szállítottak onnan – hajóval, teherautóval és vonattal – Franciaországba az emlékműhöz. Az első szállítmány 1926-ban érkezett meg. Allward a szobrokat londoni műtermében formázta meg.
1934 májusában Allward fia, Donald, aki szobrásztanoncként segített neki az emlékmű elkészítésében, kizuhant egy harmadik emeleti ablakból, és meghalt. A veszteség ellenére Allward teljes koncentrációval folytatta a munkát, amely 1936 májusában fejeződött be. Júniusban kiürítette londoni műtermét, és családjával a tengerparti Hythe-ba költözött, ahonnan könnyebben utazhatott a kontinensre. Az emlékművet 1936. július 26-án leplezték le VIII. Eduárd brit király, Albert Lebrun francia kormányfő és nagyjából százezer ember előtt. Utóbbiak között hatezer kanadai veterán és családja volt.

## Visszatérés Kanadába
Allward tizennégy év távollét után, 1936-ban érkezett vissza szülőhazájába feleségével, és Donald fia gyermekével, Peterrel. A szobrászt nagy elismerés övezte Kanadában, elismeréseket, kitüntetéseket kapott. Munkáját Mackenzie King a parlamentben méltatta. Míg Allward fő művén dolgozott Európában, a nagy köztéri szobrok iránt megcsappant a kereslet, és a művészek a kisebb, kiállításokon bemutató alkotások felé fordultak. Allward csak egy nagyméretű munkára kapott megrendelést, a William Lyon Mackenzie-emlékműre, amelyet William Lyon Mackenzie King miniszterelnök kezdeményezett nagyapja tiszteletére. A mű 1940 májusában készült el. A második világháború alatt Allward elsősorban rajzolt. Több mint száz grafittal és zsírkrétával készített háborús rajz maradt fenn ebből az időszakból, amelyek a művész elkeseredését és illúzióvesztését sugározzák. Készített előtanulmányokat egy emlékműhöz is, amely a dunkerque-i evakuálás résztvevői előtt tisztelgett volna. A rajzok mind személyes jellegűek, életében nem mutatták be őket.
Allwardot a háború alatt, elsősorban Franciaország német megszállásának idején, aggodalom töltötte el a vimyi emlékmű sorsát illetően. 1940. június 2-án Adolf Hitler megtekintette az emlékművet, és őröket rendelt a megvédésére. Allward 1943 végén megbízást kapott a torontói egyetemtől Frederick Banting emlékművének elkészítésére, de pénzhiány miatt az intézmény elállt a megvalósítástól. 1950-ben meghalt a felesége, Margaret. Allward továbbra is rajzolt, készített vázlatokat, de szobrot nem alkotott. 1955. április 24-én hunyt el, felesége mellé temették a Szent János anglikán templom sírkertjébe. A lapok mint Kanada egyik legfontosabb szobrászát búcsúztatták.

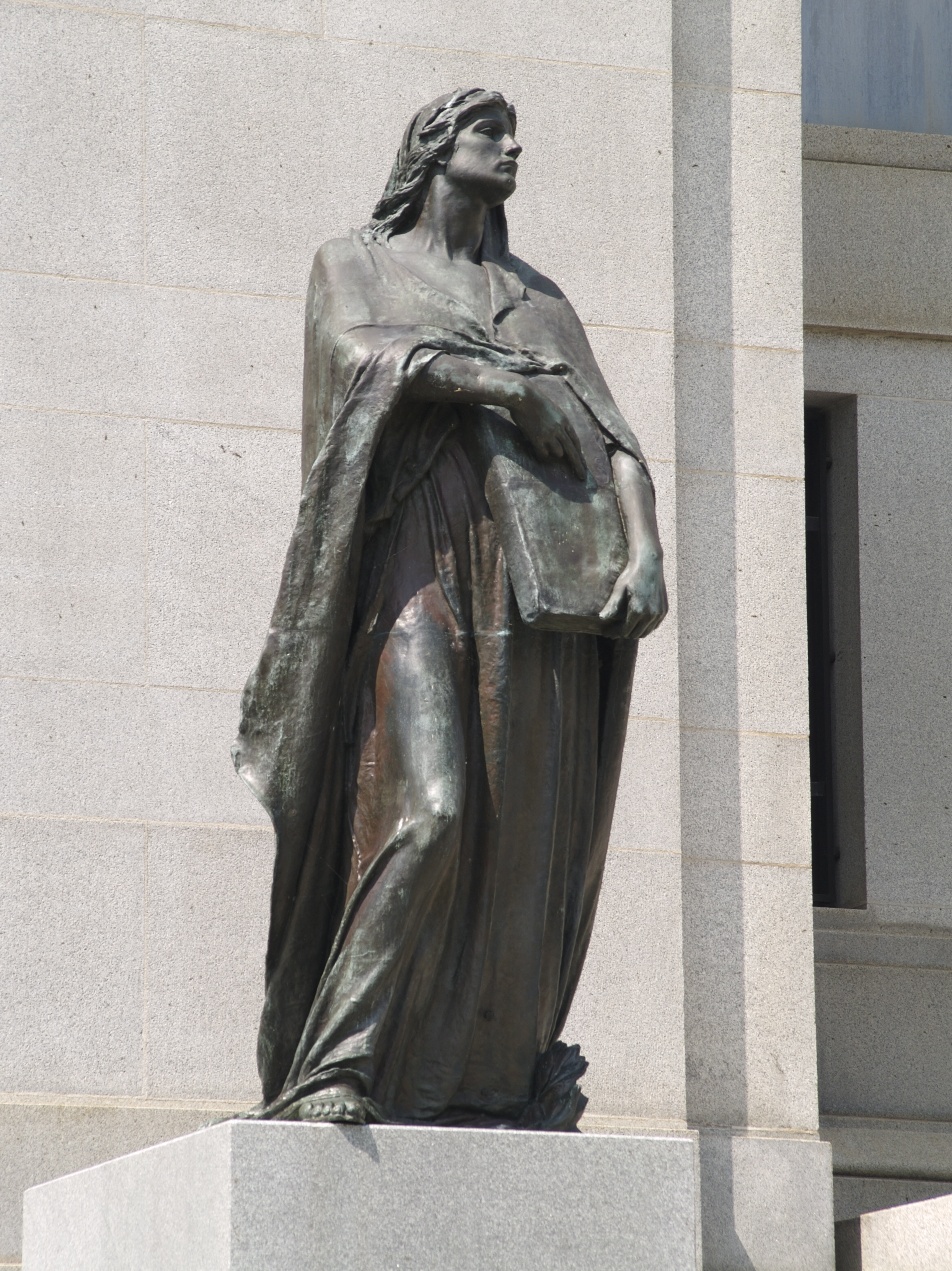
Az Igazság szobra
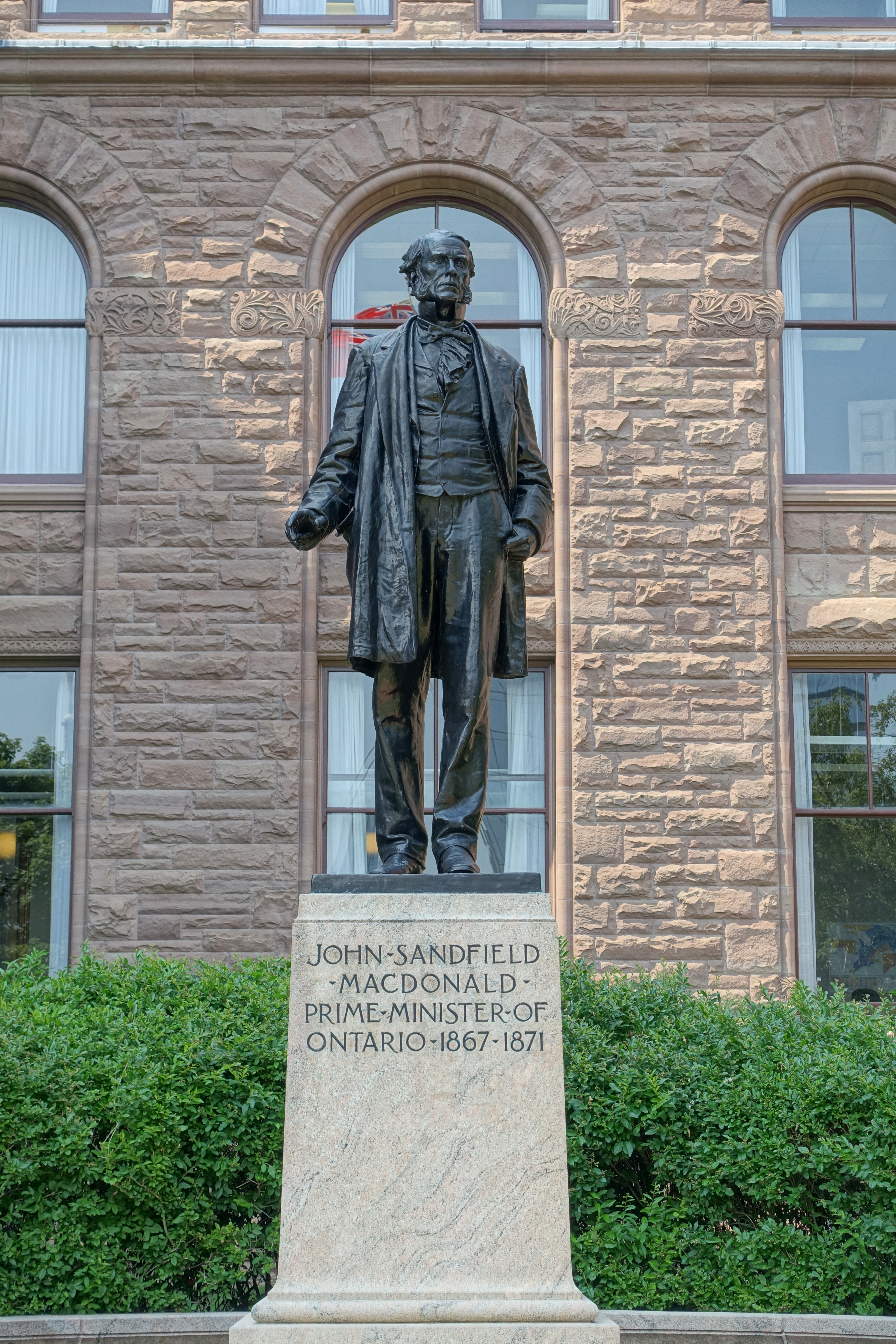
Macdonald-szobor
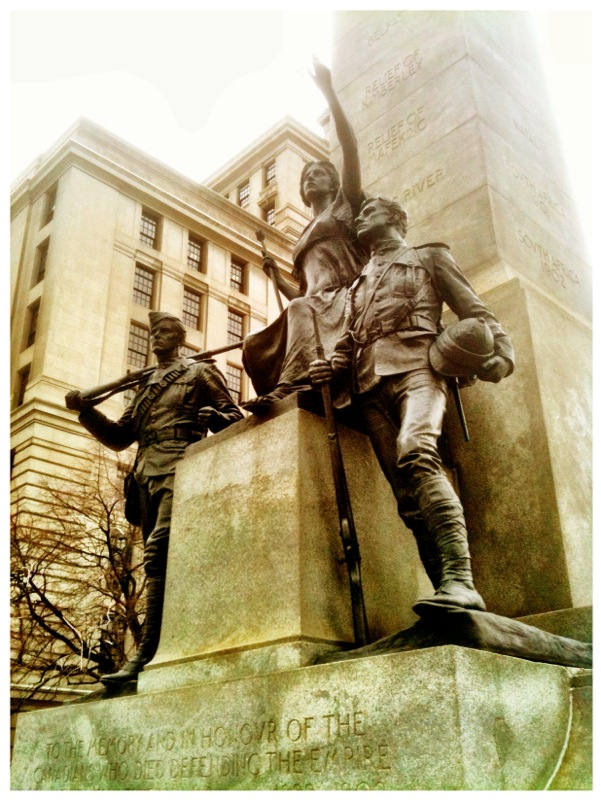
A búr háborúk emlékműve
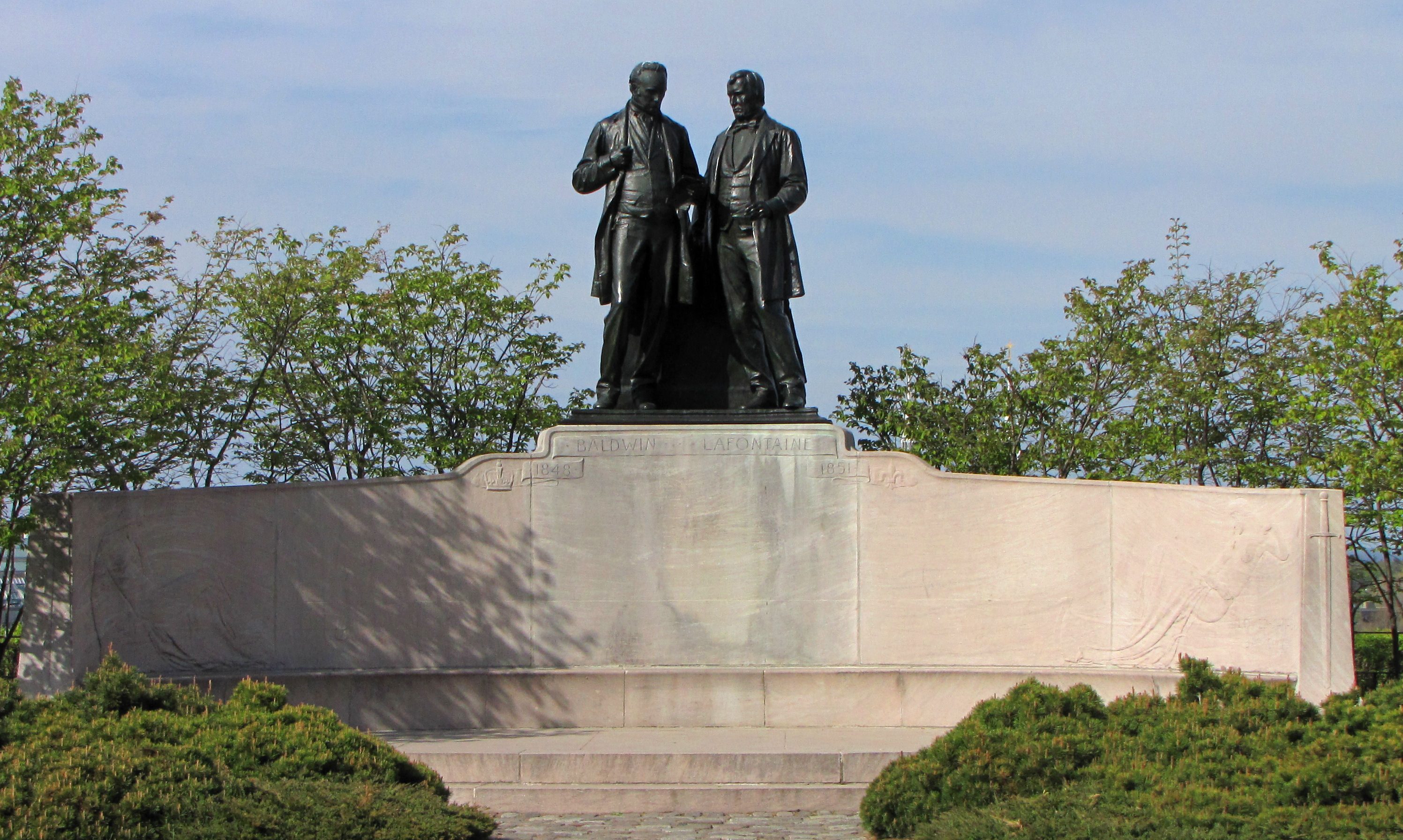
File:Baldwin–Lafontaine-emlékmű
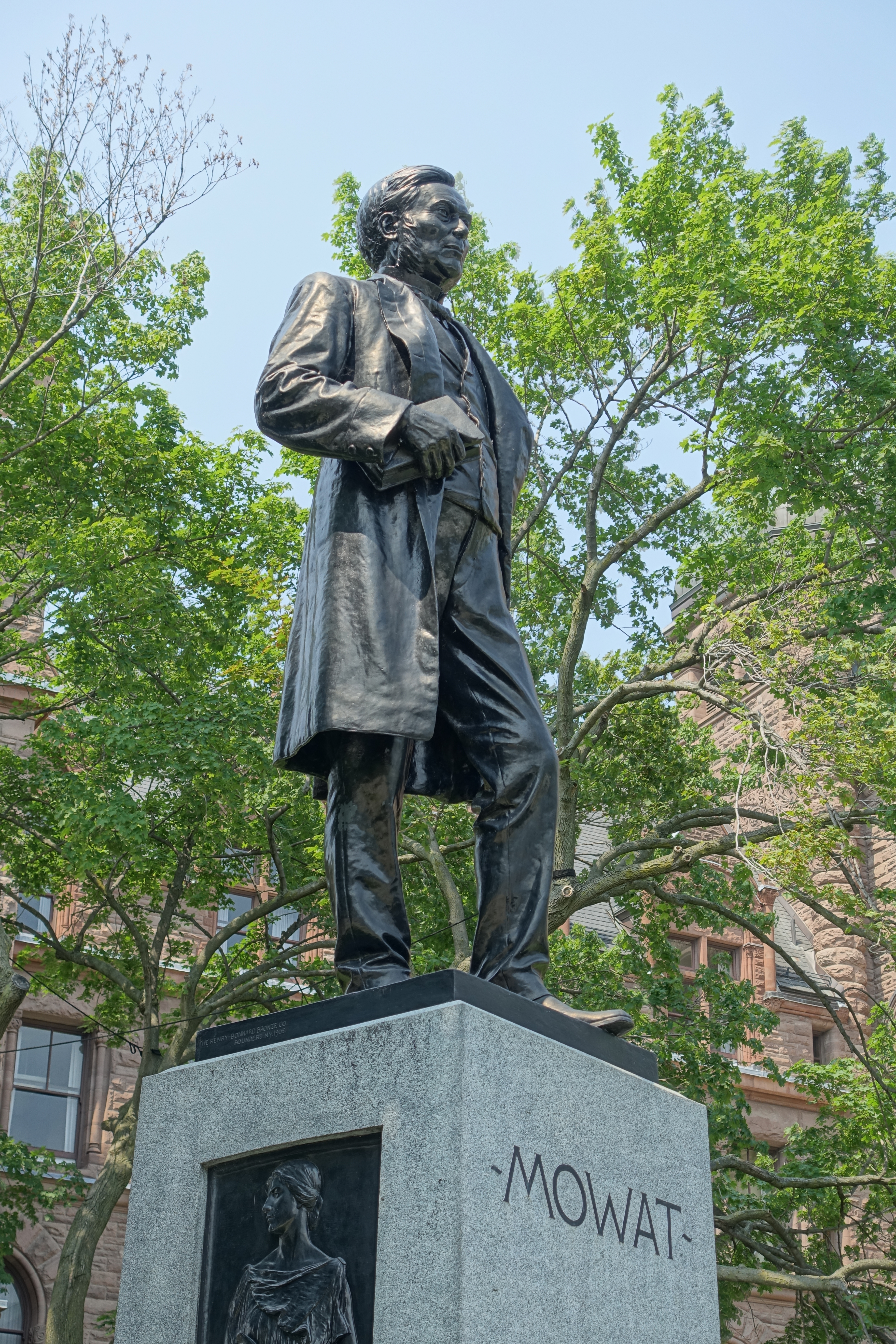
Mowat szobra
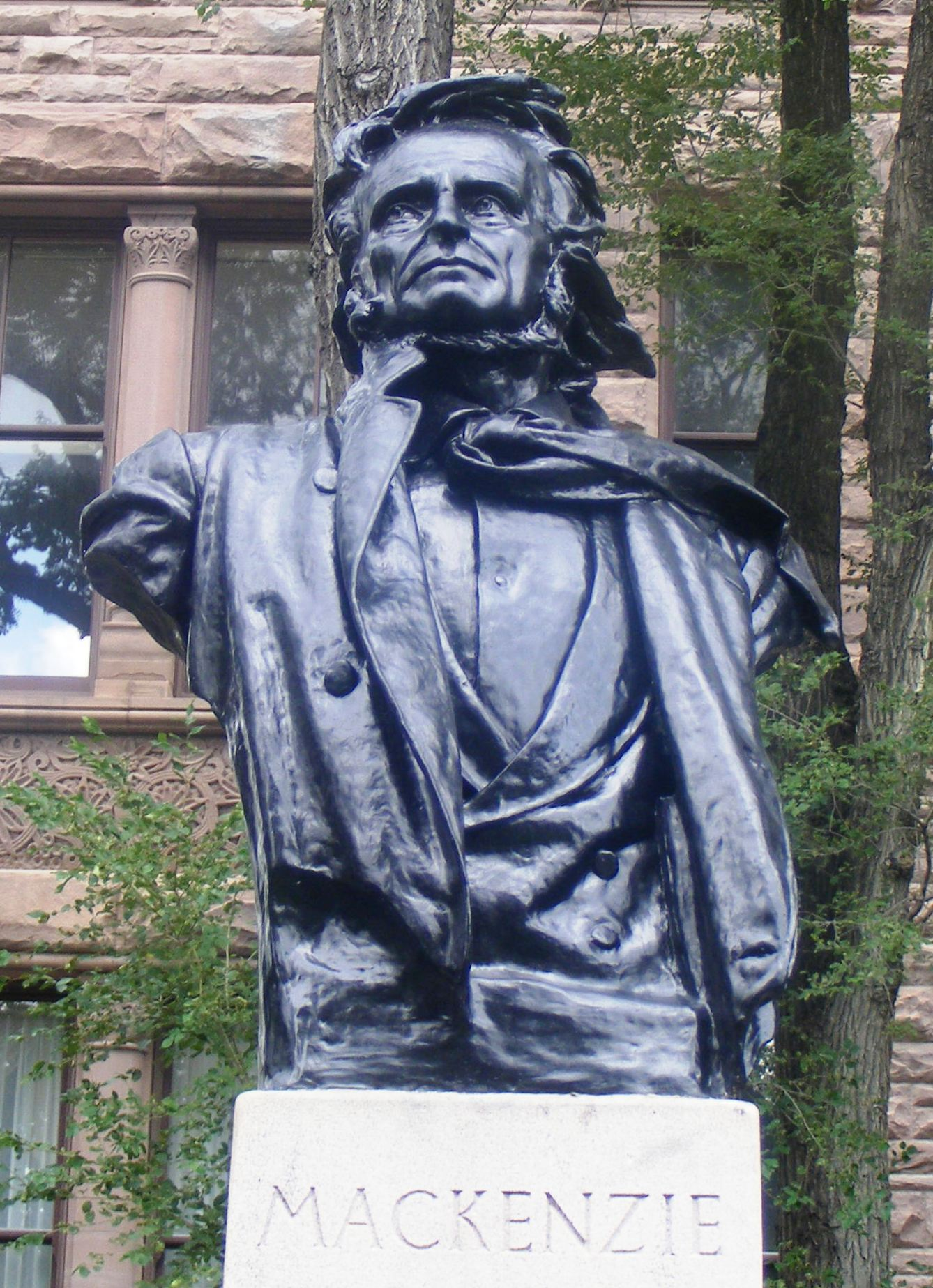
Mackenzie-szobor
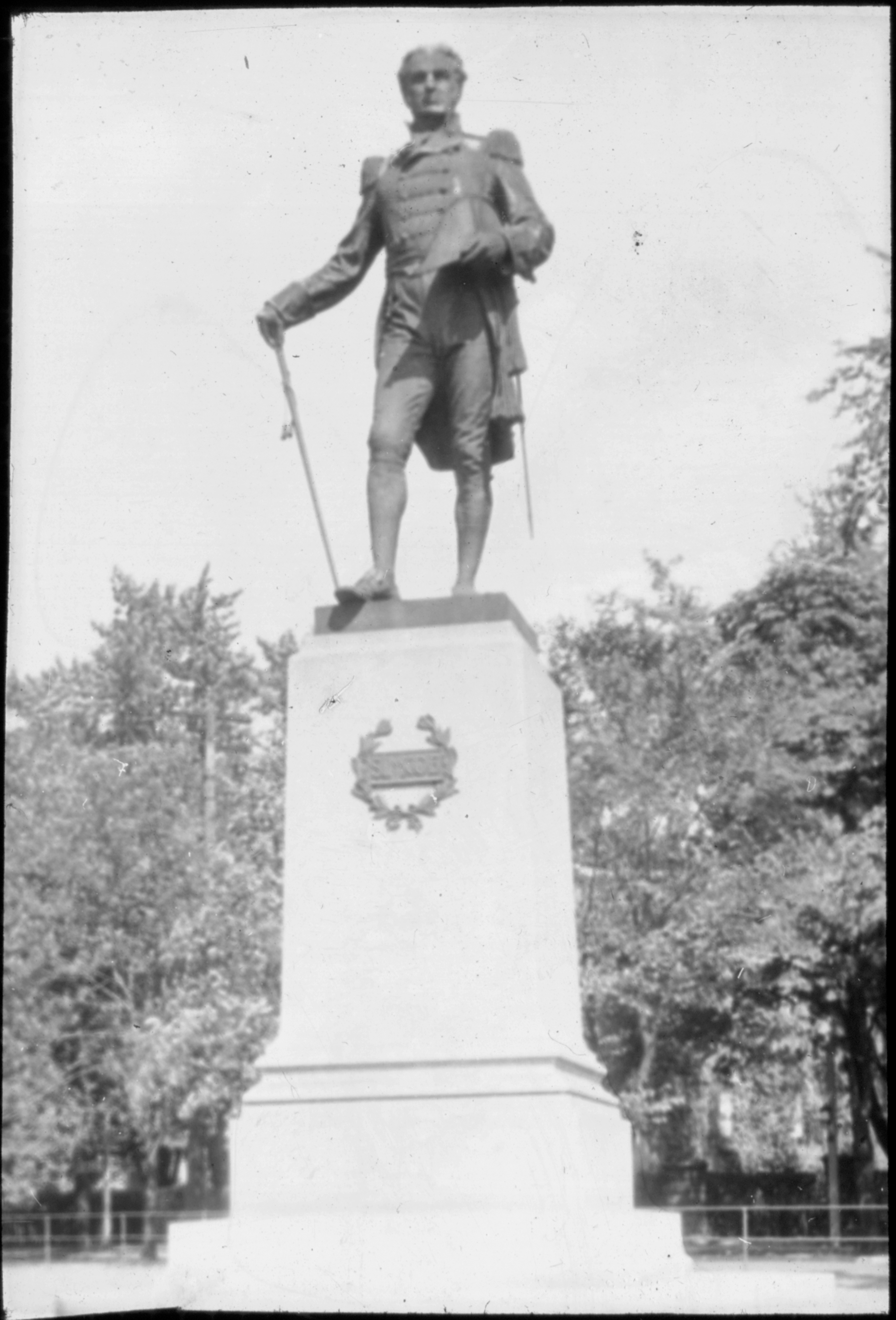
Simcoe-emlékmű